# Castillo de Cuzcurrita de Río Tirón
El castillo de Cuzcurrita de Río Tirón es una fortificación en la localidad española de Cuzcurrita de Río Tirón (La Rioja). Fue construido a finales del siglo XIV o principios del XV, siendo una de las principales localidades desde las que era defendido el Reino de Castilla. Actualmente, se encuentra bastante reconstruido, y se ha adaptado para cumplir las funciones de bodega. 

## Historia

### Origen y propietarios
Cuzcurrita de Río Tirón fue considerada en la Edad Media como una de las plazas fortificadas cuyo fin era el de defender el Reino de Castilla en su frontera con el de Navarra. Formaba una especie de línea de seguridad junto a otras localidades, también fortificadas, como Cellorigo, Foncea y Sajazarra al norte de Cuzcurrita, siguiendo con Baños de Rioja y Leiva en el sur, terminando finalmente de Santo Domingo de la Calzada. Es por ello que podemos afirmar que el pueblo estuvo en su día amurallado, y debido a su carácter militar, el palacio fortificado fue construido.
La fortaleza actual fue levantada entre los siglos XIV y XV. Más concretamente, la torre parece haber sido construida en los tiempos en que la villa de Cuzcurrita pertenecía a la familia Rojas. La jurisdicción del pueblo llegó a Juan Martínez de Rojas y a su mujer Sancha de la mano de Enrique II de Castilla, en 1367. En 1419, Juan Rodríguez de Rojas fundó mayorazgo para estas propiedades, por lo que en 1464, era señor de la villa don Sancho de Rojas. Este último vendió Cuzcurrita a Hernando de Santo Domingo quien, a su vez, la vendió a Pedro Suárez de Figueroa. Se cree que el remate de la torre del castillo son de los tiempos de este familia. En 1519, las posesiones de la villa recayeron en el hijo de don Bernardino Fernández de Velasco, condestable de Castilla, pues era el verdadero padre de uno de los Suárez de Figueroa.

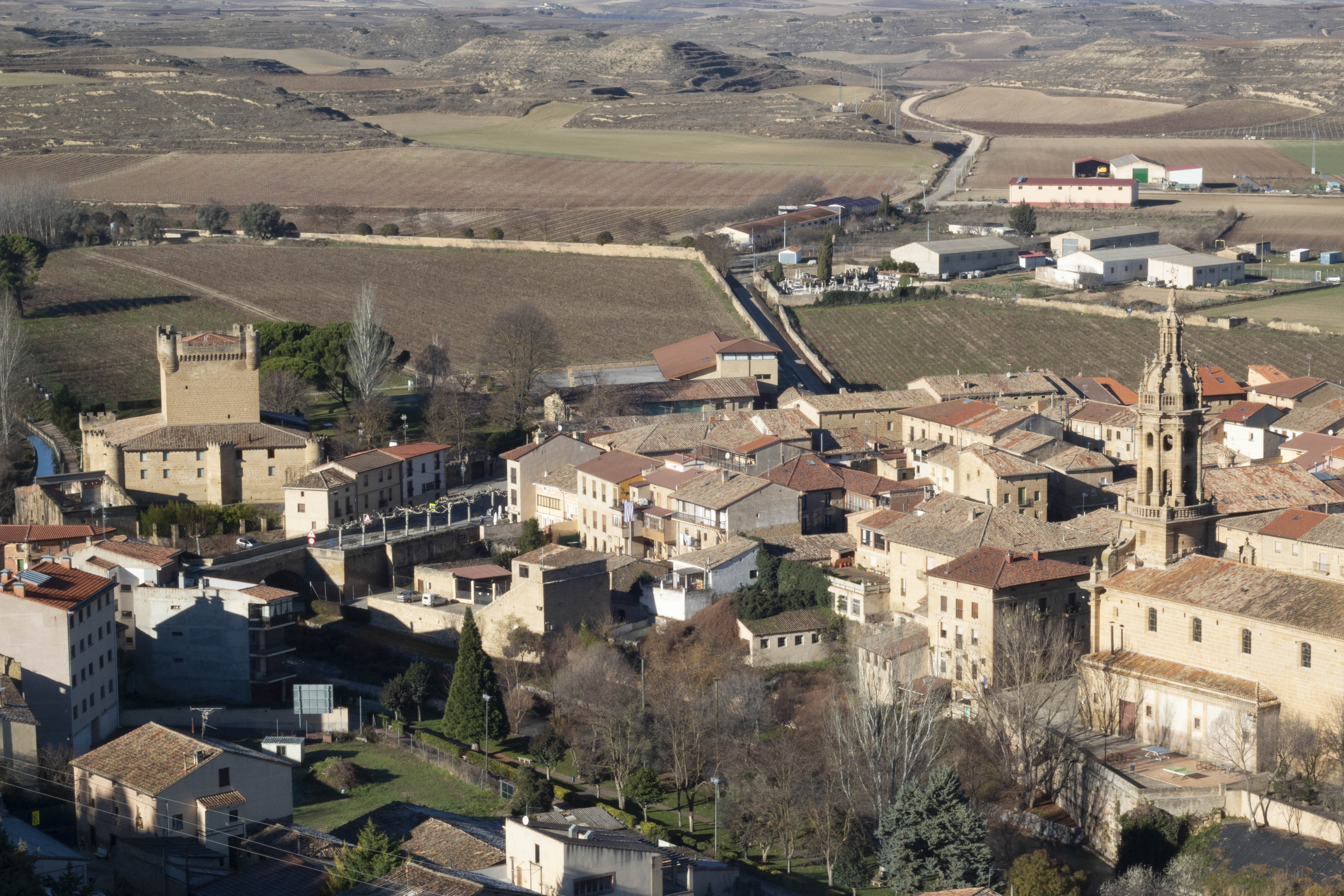
Panorámica de Cuzcurrita, con el castillo a la izquierda

Durante el reinado de Felipe II, siendo el noveno señor de Cuzcurrita don Pedro Velasco, funda un nuevo mayorazgo. En la puerta del castillo, se puede apreciar el escudo de armas de la familia. Durante los siglos posteriores, la fortaleza siguió en manos de los Velasco. En el siglo XVIII, fue adquirido por los marqueses de Lazán, la familia Rebolledo de Palafox. Estos fueron los propietarios hasta la abolición de los señoríos y mayorazgos en el siglo XIX, a partir del cual fue pasando por diversas manos. Una de las familias que se hizo con la propiedad del castillo fueron los Sáinz de Incháustegui, condes de Alacha, quienes llevaron a cabo importantes restauraciones para lograr conservarlo hasta nuestros días.

### Actualidad

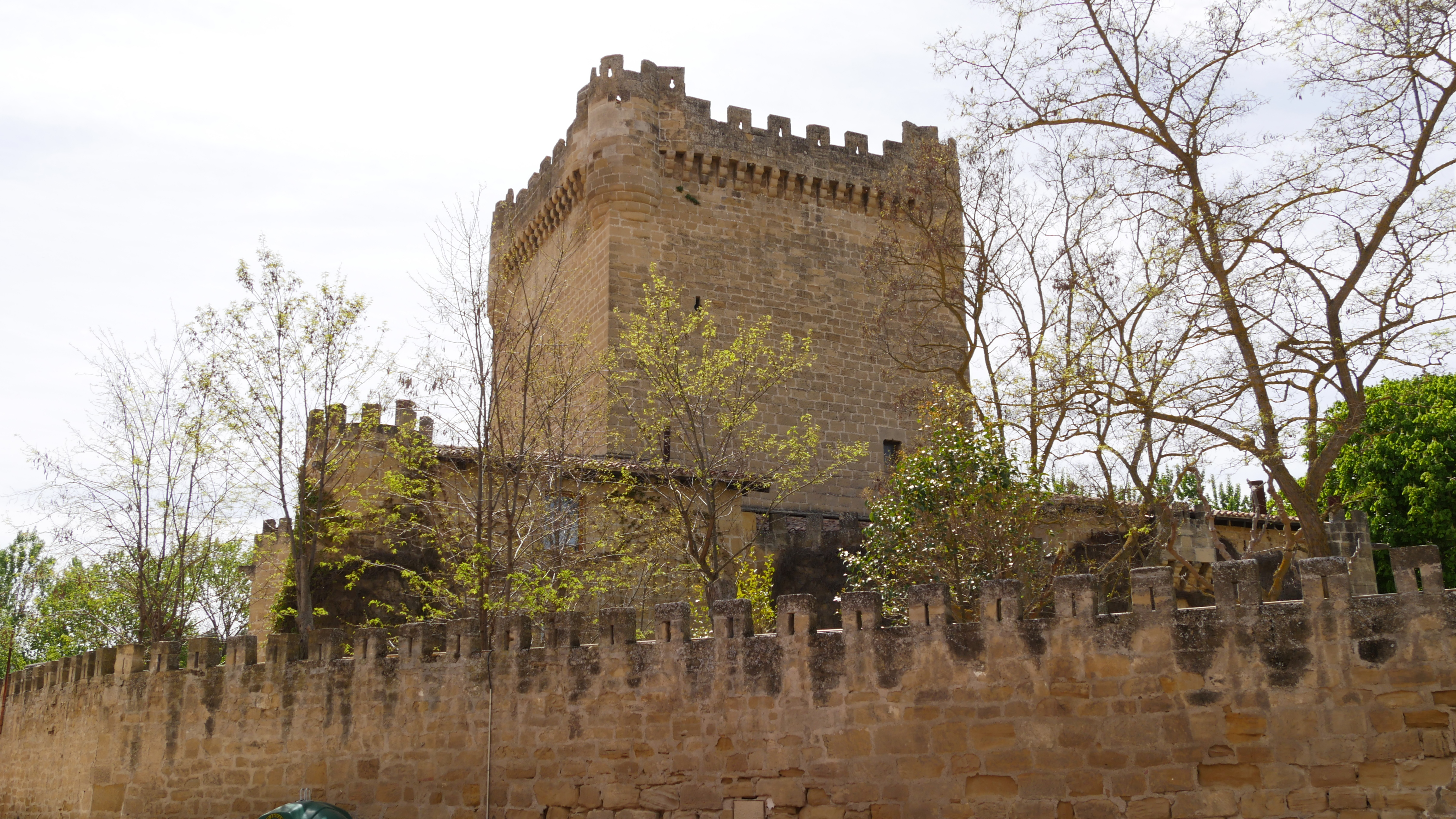
Vista de una de las fachadas de la torre

En 1999, el grupo de empresas Bergé se hizo con la propiedad del castillo, por lo que el acceso es restringido. Llevaron a cabo una nueva reforma integral del mismo. A principios del siglo XX, el castillo se remodela con el fin de adaptarlo a la producción de vino. En el año 2000, se realiza la primera añada dentro del edificio. Finalmente, en el año 2005 se inaugura la bodega, anexa a la fortaleza en un espacio independiente.

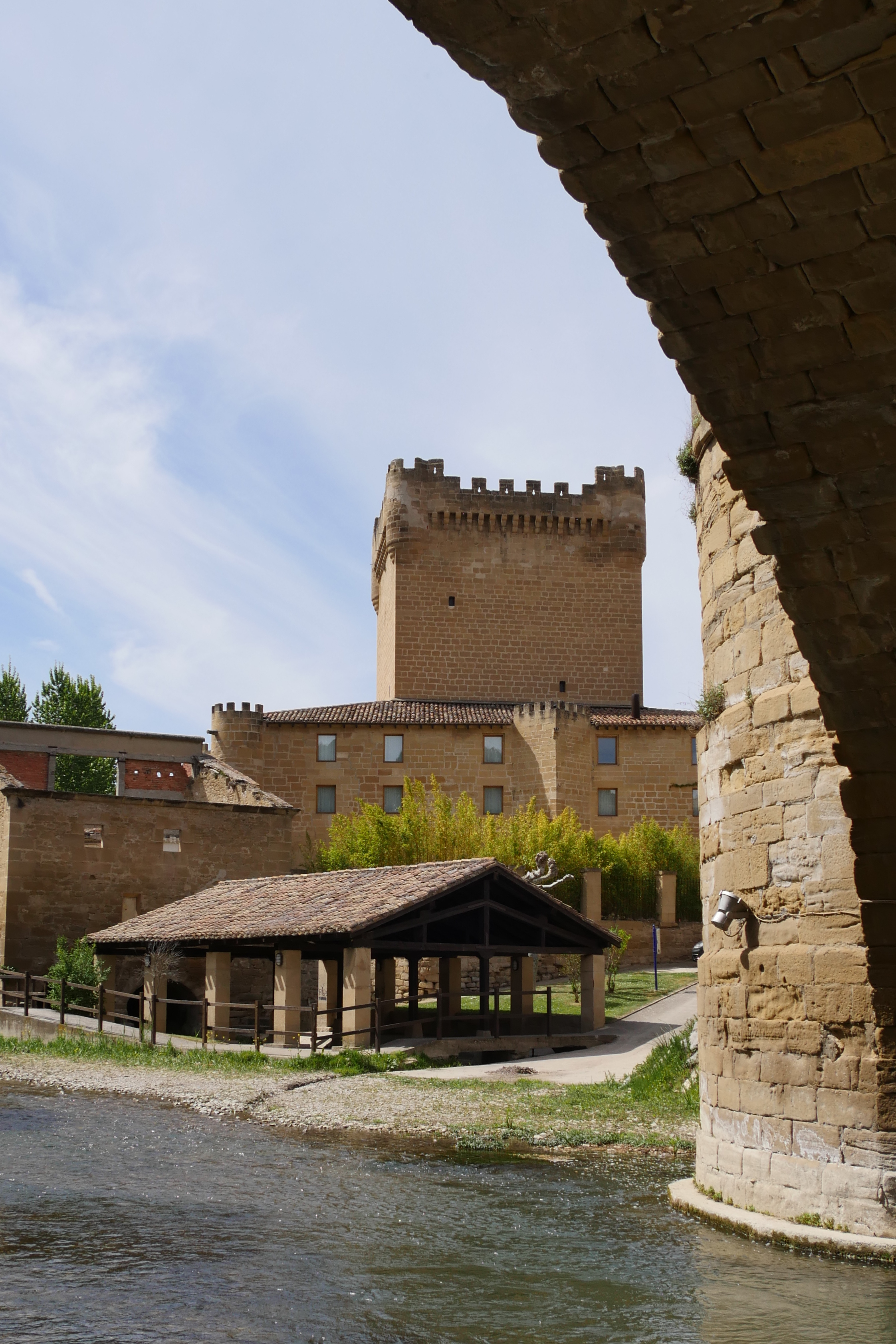
Vista del castillo y lavadero, desde debajo del puente

## Características
El castillo se divide en dos partes diferenciadas: una torre del homenaje, en el centro, y una muralla cerrada que la rodea, todo construido en sillares de piedra. Se sitúa cerca de lo que debió se un foso, aprovechando la ribera del río Tirón y un arroyo molinar.A los pies del edificio se encuentra un lavadero del siglo XIX, que fue restaurado en 1997.La tipología del castillo es de un palacio fortificado.

### Muralla
Las murallas que rodean a la torre del homenaje, constituyen un recinto de planta cuadrangular irregular, prácticamente trapezoidal. Consta de dos plantas y un sótano, todos ellos a una menor altura que la torre. Hay situado un espolón en cada lienzo de la muralla, en la parte central de las mismas. Se encuentran rematados por almenas rectangulares, pero parte de la cubierta se ha modificado con el fin de instalar una techumbre moderna. Las ventanas que se abren en los muros son también modernas, exceptuando las dos aspilleras originales que quedan en el muro norte y muro sur. En los ángulos del recinto amurallado, hay estribos redondos también rematados con almenas, a excepción de la esquina suroeste, en la que una torrecilla hueca de planta rectangular. Para acceder, se debe hacer por el costado izquierdo del muro norte, pasando bajo un arco apuntado, aunque existen también otras entradas.

### Torre del homenaje
La torre se sitúa en el centro del recinto amurallado, prácticamente es de planta cuadrada. Se encuentra dividida en cuatro pisos, y rematada por un matacán corrido. Presenta almenas rectangulares y garitas en sus esquinas.